# Kąty (Sobienie-Jeziory)
Pour les articles homonymes, voir Kąty.
Kąty (prononciation : [ˈkɔntɨ]) est un hameau polonais du village de Sobienie Kiełczewskie Pierwsze de la gmina de Sobienie-Jeziory dans le powiat d'Otwock de la voïvodie de Mazovie dans le centre-est de la Pologne.
Il se situe à environ 3 kilomètres au sud de Sobienie-Jeziory (siège de la gmina), 24 km au sud d'Otwock (siège du powiat) et à 41 km au sud-est de Varsovie (capitale de la Pologne).
Le village compte approximativement une population de 100 habitants.

## Histoire
De 1975 à 1998, le village appartenait administrativement à la voïvodie de Siedlce.